# جريدة وقائع كردستان
جريدة وقائع كردستان هي الجريدة الرسمية لحكومة إقليم كوردستان بالعراق، تصدر من قبل وزارة العدل أسبوعياً كل يوم اثنين في حال توفر المواضيع. وقد صدرت الجريدة وفق قانون رقم (4) لسنة 1999م من قبل رئاسة برلمان كوردستان. وقد صدر عددها الأول في 4 مايو 2000م وما زال مستمراً في الإصدار.

## نماذج للمواضيع نشرت في الجريدة

### صدور قانون لتعويض الموقوفين والمحكومين الذين تظهر براءتهم
شرع برلمان كوردستان العراق قانونا سمي بـ ( قانون تعويض الموقوفين و المحكومين عند البراءة و الإفراج في اقليم كوردستان – العراق ) و يحمل رقم 15 لسنة 2010 ، يتكون من إحدى عشرة مادة و الأسباب الموجبة للقانون، و نشر في جريدة وقائع كوردستان ذي العدد 121 المنشورة بتأريخ 24-1-2011 ، و محتوى القانون يتركز في تعويض الأشخاص الذين يتم توقيفهم أو إصدار احكام قضائية بالإدانة بحقهم ثم تظهر براءتهم، و يشمل التعويض المادي و المعنوي. ولمتابعة تفاصيل القانون يرجى إتباع رابط وزارة العدل.

## وصلات خارجية
- الإطلاع على قانون المنظمات غير الحكومية في إقليم كوردستان
- موقع حكومة إقليم كوردستان
- طالع قانون وزارة العدل لاقليم كوردستان ـ العراق